# Museu do Mar e da Terra da Carrapateira
O Museu do Mar e da Terra da Carrapateira é um espaço museológico situado na aldeia da Carrapateira, no Município de Aljezur, na região do Algarve, em Portugal.

## Descrição
o museu está situado num edifício próprio, com acesso pela Rua do Pescador. A sua exposição permanente inclui várias peças representativas dos usos e tradições regionais e locais, como a agricultura e a pesca, com destaque para a baleação. Também é explicada a evolução histórica da região da Costa Vicentina, desde o mesolítico até ao período contemporâneo, passando pela época islâmica. De forma a permitir a compreensão de todos os visitantes, os conteúdos do museu são explicados principalmente através do recurso à cenografia, com uma personagem própria, a baleia Jonas. O museu tem uma forte vertente educativa destinada às crianças, com oficinas criativas onde se pintam pedras e t-shirts, e apresentação de vários documentários sobre a preservação do meio ambiente. O espólio do museu inclui várias peças oriundas do antigo Povoado Islâmico da Ponta do Castelo.
O espaço museológico foi inaugurado em 1 de Maio de 2008. Em 2009, foi homenageado com uma menção honrosa na categoria de Novo Projecto Público, nos Prémios Turismo de Portugal, no âmbito da Bolsa de Turismo de Lisboa. Em 2014, o museu organizou um novo programa infantil para o serviço educativo, a Viagem dos Sentidos, desenvolvido no âmbito do Programa de Mobilidade de Educadores, em colaboração com a Direcção Regional da Cultura do Algarve e a Fundação Calouste Gulbenkian, e que consiste num processo de aprendizagem baseado no diálogo e participação dos alunos, empregando materiais de exploração para permitir uma análise mais profunda das várias fotografias, peças, espaços e situações.